# Supercopa Libertadores 1991
Supercopa Libertadores 1991 var den fjärde säsongen av den sydamerikanska fotbollsturneringen Supercopa Libetadores. För 1991 års säsong deltog 14 lag, alla tidigare vinnare av Copa Libertadores (det var så lagen kvalificerades). Denna säsong innehöll ett nytt lag, Colo-Colo från Chile, som vann Copa Libertadores 1991. Det tidigare deltagande laget Atlético Nacional från Colombia deltog inte. Lagen spelade utslagsmöten tills en vinnare korades, som till slut blev Cruzeiro från Brasilien. Cruzeiro kvalificerade sig därmed för Recopa Sudamericana. 12 av de 14 lagen gick in i den första omgången, medan Olimpia, i egenskap av regerande mästare, gick in i kvartsfinalomgången. Utöver detta fick Independiente fripass till den kvartsfinalomgången. De sex vinnande lagen i den första omgången fortsatte till den andra omgången och anslöt sig till de två direktkvalificerade lagen. De åtta lagen spelade sedan kvartsfinaler, semifinaler och en avslutande finalomgång.

## Första omgången
Independiente fick fripass till nästa omgång.
| Lag 1              | Totalt      | Lag 2       | Möte 1 | Möte 2 |
| River Plate        | 3–3 (4–3 s) | Grêmio      | 2–2    | 1–1    |
| Peñarol            | 3–2         | Racing Club | 3–2    | 0–0    |
| Argentinos Juniors | 1–2         | Santos      | 1–2    | 0–0    |
| Flamengo           | 3–1         | Estudiantes | 1–1    | 2–0    |
| Cruzeiro           | 0–0 (4–3 s) | Colo-Colo   | 0–0    | 0–0    |
| Boca Juniors       | 1–3         | Nacional    | 1–1    | 0–2    |

## Kvartsfinal
Olimpia gick i egenskap av regerande mästare in i denna omgång.
| Lag 1         | Totalt      | Lag 2    | Möte 1 | Möte 2 |
| Peñarol       | 3–2         | Santos   | 3–2    | 0–0    |
| River Plate   | 2–2 (4–3 s) | Flamengo | 1–0    | 1–2    |
| Cruzeiro      | 4–3         | Nacional | 4–0    | 0–3    |
| Independiente | 1–3         | Olimpia  | 1–1    | 0–2    |

## Semifinal
| Lag 1       | Totalt      | Lag 2   | Möte 1 | Möte 2 |
| River Plate | 5–1         | Peñarol | 2–0    | 3–1    |
| Cruzeiro    | 1–1 (5–4 s) | Olimpia | 1–1    | 0–0    |

## Final
| Lag 1       | Totalt | Lag 2    | Möte 1 | Möte 2 |
| River Plate | 2–3    | Cruzeiro | 2–0    | 0–3    |